# Vallespinoso de Cervera

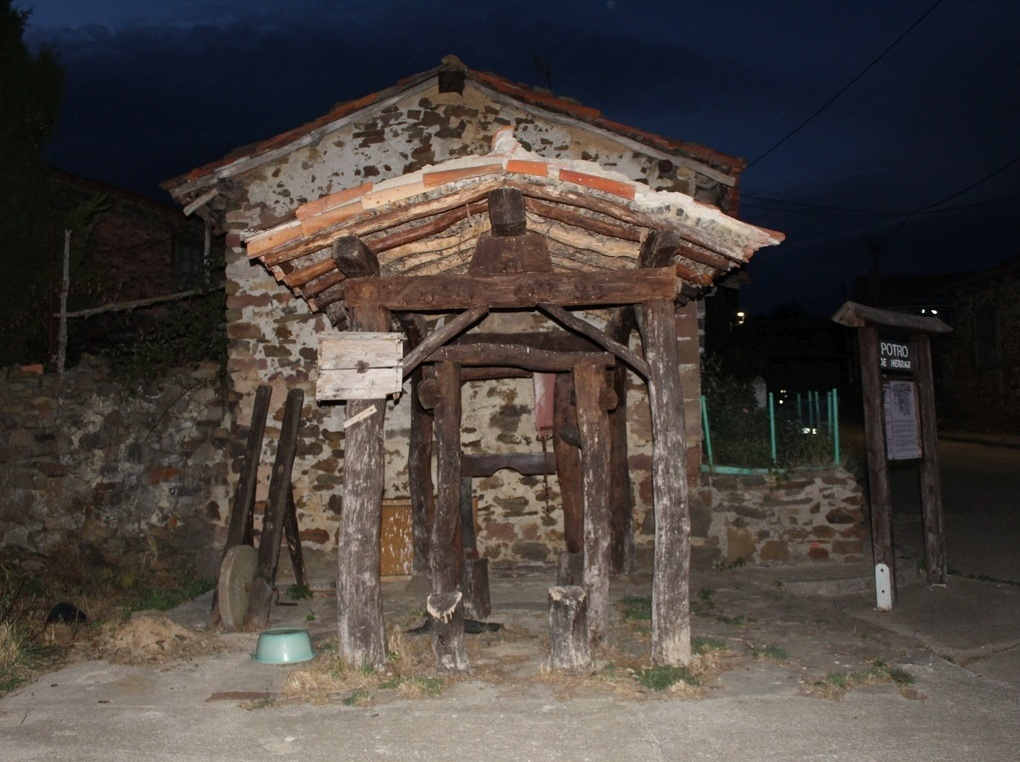
Potro de herrar en la plaza del pueblo

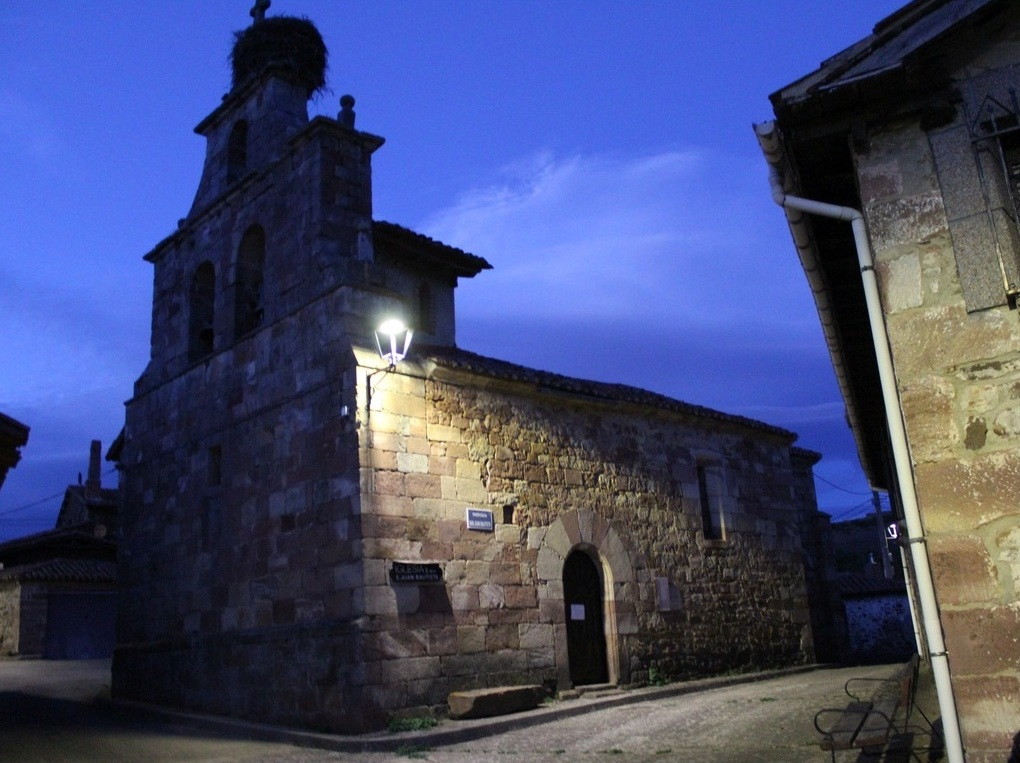
Iglesia de San Juan Bautista

Vallespinoso de Cervera es una localidad de la provincia de Palencia (Castilla y León, España) que pertenece al municipio de Cervera de Pisuerga.
Está a una distancia de más de 7 km de Cervera de Pisuerga, la capital municipal, en la comarca de Montaña Palentina. Poblaciones cercanas: Mudá (1,4 km), Vergaño (2,3 km) y Gramedo (2,7 km).

## Demografía
Evolución de la población en el siglo XXI
| Gráfica de evolución demográfica de Vallespinoso de Cervera entre 2000 y 2020 |
|                                                                               |
| Población de derecho (2000-2020) según el padrón municipal del INE            |

## Economía
- Producción de Miel, polen y jalea real, con época de producción primavera-verano.
  - El apicultor existente, como los otros que viven en otros pequeños pueblos de la Montaña y la Valdavia palentinas, está aferrado a su medio, viviendo intensamente la naturaleza y transformándola, a través de sus abejas, para ofrecérnosla en sus sanos productos, vendidos por ferias y mercados.
- Turismo Rural
  - A fecha de finales de 2006, existe una casa rural.

## Historia
A la caída del Antiguo Régimen la localidad se constituye en municipio constitucional y que en el censo de 1842 contaba con 12 hogares y 62 vecinos, para posteriormente integrarse en Quintanaluengos.

## Patrimonio
- Iglesia Parroquial de San Juan Bautista de estilo románico. Data del siglo XIV.
- Ermita El Val o de la Virgen del Valle (s.NC) - Código RC:[4] "RC01MOPAES": 
 ermita sencilla pues presenta una nave de un único tramo cubierto con entramado de madera que da paso a una cabecera rectangular cubierta con bóveda de cañón apuntada y franqueada por un arco toral.

Restaurada entre los años 1995 y 1997, gracias al Convenio de colaboración entre la Fundación Caja Madrid y la Fundación Stª Mª la Real-Centro de Estudios del Románico (1995 y addenda de 1998).